# Göyçay (Rayon)
Göyçay, auch Goychay, ist ein Rayon in Aserbaidschan. Hauptstadt des Bezirks ist die Stadt Göyçay.

## Geografie
Der Rayon hat eine Fläche von 736 km². Die Region liegt im Zentrum Aserbaidschans in der Steppe von Schirwan. Im Norden finden sich Ausläufer des Großen Kaukasus, im Süden die Tiefebene der Kura-Aras-Niederung. Das Land wird vom Oberen Schirwan-Kanal außerdem fließt der Fluss Göyçay durch den Rayon.

## Bevölkerung
Der Rayon hat 122.400 Einwohner (Stand: 2021). 2009 betrug die Einwohnerzahl 108.800. Diese verteilen sich auf die Hauptstadt und 55 weitere Orte.

## Wirtschaft
Die Region ist ländlich geprägt. Es werden Baumwolle, Getreide, Wein und Obst angebaut sowie Viehzucht betrieben. Des Weiteren werden Seidenraupen gezüchtet. Bedeutend ist außerdem der Anbau von Granatäpfeln.

## Kultur
Der Anbau des Granatapfel hat auch Auswirkungen auf die Kuktur. Jährlich wird mit dem „Nar Bayrami“ der Granatapfel und seine traditionellen Anwendungen sowie seine symbolische Bedeutung gefeiert. Dieses Fest wurde im Jahr 2020 in die Repräsentative Liste des immateriellen Kulturerbes der Menschheit der UNESCO aufgenommen.